# حركة المرشدات والكشافة في بلجيكا
حركة المرشدات والكشافة في بلجيكا هو الحركة التوجيهية الوطنية ولحركة المرشدات والكشافة في بلجيكا. الكشفية في بلجيكا بدأت في عام 1911، وتليها المرشدات في عام 1915. وكانت الكشافة البلجيكية بين الأعضاء المؤسسين للمنظمة العالمية للحركة الكشفية عام 1922، والمرشدات واحدا من الأعضاء المؤسسين للرابطة العالمية للمرشدات وفتيات الكشافة في عام 1928. الاتحاد لديه 96837 كشاف (اعتبارا من 2011) و 59268 مرشدة (اعتبارا من 2010).

## روابط خارجية
- الموقع الرسمي نسخة محفوظة 17 يناير 2018 على موقع واي باك مشين. (بالفرنسية), (بالهولندية)